# 福永勝也
福永 勝也（ふくなが かつや、1947年-　）は、日本のジャーナリスト。兵庫県出身。

## 来歴・人物
慶應義塾大学経済学部卒業後に毎日新聞社へ入社。学芸部や経済部の編集委員を経て大阪本社編集部長、現在は廃刊となっている毎日デイリーニューズ編集長を務め、2002年3月に退社。同年4月より京都学園大学人間文化学部文化コミュニケーション学科（2004年4月より学科名変更に伴いメディア文化学科となっている）の教授に就任。2008年4月より人間文化学部の再編に伴いメディア社会学科教授となる。教授としてはジャーナリズム、マスコミ、メディア、アメリカ社会を専門分野としている。2018年定年退職。
教授業のかたわら講演活動を行うことも多く、過去にアメリカのワールド・プレス・インスティテュート（世界報道研究所）日本代表研究員や大阪日米協会や大阪・サンフランシスコ協会の理事なども務めた経験からアメリカマスコミ事情に関する講演や健康シンポジウムといった健康に関する講演等も行っている。

## 著書
- 『古事記の証明』（共著）（1979年、毎日新聞社）[1]
- 『こんなアメリカを知ってるか―社会内部の深層報告』（1988年、サイマル出版会）
- 『外交官の見たニッポン―われわれは彼らの目にどう映っているのか』（1992年、ブレーンセンター）
- 『日米映像文学は戦争をどう見たか』（共著）（2003年、日本優良図書出版会）[1]
- 『衰退するジャーナリズム 岐路に立つマス・メディアの諸層』ミネルヴァ書房 叢書現代社会のフロンティア　2010